# Belle of the Nineties
 Belle of the Nineties és una pel·lícula estatunidenca dirigida per Leo McCarey i estrenada el 1934.

## Argument
Una cantant de saloon es debat entre l'amor de dos homes que la cortegen, ignorant que un d'ells és un estafador sense escrúpols.

## Producció
Belle of the Nineties és la quarta pel·lícula de Mae West dirigida per Leo McCarey i produïda per la Paramount Pictures. La pel·lícula es basa en la història original de West It Ain't No Sin que havia de ser també el títol de la pel·lícula fins que els censors van posar objeccions. Johnny Mack Brown, Duke Ellington, i Katherine DeMille eren també en el repartiment. Es va començar a rodar el 19 de març de 1934 i concloïa el juny. La pel·lícula es va estrenar el 21 de setembre de 1934. Va aconseguir uns ingressos bruts de 2 milions de dòlars.
Com és normal amb les pel·lícules d'Oest, algunes escenes es treien segons l'estat on s'exhibia. Per ser estrenada a Nova York, un dels mercats més grans, es va haver de tornar a rodar completament l'escena final. El personatge de Mae West i el de Tiger Kid havien consumat originalment les seves núpcies sense la cerimònia de matrimoni, i així la cerimònia es va haver d'incloure.
Es va haver d'aturar la publicitat que tenia a punt 50 lloros per cridar el títol original d"it ain't no sin" (això no és pecat). Els lloros es van deixar anar posteriorment a les jungles d'Amèrica del Sud i encara repetien "it ain't no sin" moltes vegades.

## Repartiment
- Mae West: Ruby Carter
- Roger Pryor: Tiger Kid
- Johnny Mack Brown: Brooks Claybourne
- Katherine DeMille: Molly Brant
- John Miljan: Ace Lamont
- James Donlan: Kirby
- Stuart Holmes: Dirk
- Harry Woods: Slade
- Edward Gargan: Stogie
- Libby Taylor: Jasmine
- Frederick Burton: Coronel Claybourne
- Augusta Anderson: Mrs. Claybourne
- Duke Ellington: El pianista